# Metropolis (fiktiv ort)
Metropolis är en fiktiv storstad i DC Comics universum. Ortens namn användes första gången i Action Comics #16 1939. Metropolis är den stad dit Stålmannen flyttar för att arbeta som reporter efter sin uppväxt i Smallville.
Inom DC Universe, beskrivs Metropolis som en av Jordens största och rikaste städer. Metropolis har inspirerats av städer som New York, Chicago, Detroit, Toronto, Vancouver och Los Angeles. Många platser har inspirerats av verklighetens New York.

### Fotnoter
1. ↑  Fleisher, Michael and Lincoln, Janet E. The Great Superman Book (Grand Central Publishing, 1978), pp. 223–225.